# Выборы в Европейский парламент в Хорватии (2014)
Выборы в Европейский парламент в Хорватии прошли 25 мая 2014 года. Хорватия представлена 11 депутатами. Выборы 2014 года стали первыми очередными европейскими выборами в стране.

## Контекст выборов
Хорватия присоединилась к Европейскому союзу 1 июля 2013 года, а выборы в Европарламент состоялись 14 апреля 2013 года. Впервые в истории ЕС европейские выборы проходили в стране, которая на тот момент ещё не входила в Союз. Были избраны 12 депутатов. В связи с фиксированным числом депутатов Европарламента хорватская делегация была уменьшена до 11 парламентариев.

## Результаты
- ХДС — 6 мест
- Кукурику — 4 места
- Партия за устойчивое развитие — 1 место